# Prefeitura Apostólica de Ulã Bator
A Prefeitura Apostólica de Ulã Bator (em latim: Praefectura Apostolica Ulaanbaatarensis) é uma prefeitura apostólica Católica Romana localizada na cidade Ulã Bator na Mongólia.
Sua jurisdição abrange todo o território da Mongólia e existem em torno de 760 católicos, enquanto a população do país é de 2.754.685 habitantes.
Atualmente a Igreja Católica na Mongólia presencia uma fase de crescimento, após anos de opressão no período comunista. A principal igreja Católica da Mongólia é a Catedral de São Pedro e São Paulo, que foi construída em 2003 com a forma de um tradicional ger, com sua forma de tenda circular e grossas paredes de feltro.